# Togo ai Giochi della XXVI Olimpiade
Il Togo ha partecipato ai Giochi della XXVI Olimpiade di Atlanta, che si sono svolti dal 19 luglio al 4 agosto 1996.
Gli atleti della delegazione togolese sono 5.

## Risultati

### Atletica Leggera
Gare maschili
| Atleta                                                | Evento            | Batteria  | Batteria  | Quarto di finale | Quarto di finale | Semifinale | Semifinale | Finale          | Finale          |
| Atleta                                                | Evento            | Risultato | Posizione | Risultato        | Posizione        | Risultato  | Posizione  | Risultato       | Posizione       |
| ----------------------------------------------------- | ----------------- | --------- | --------- | ---------------- | ---------------- | ---------- | ---------- | --------------- | --------------- |
| Koukou Franck Amégnigan                               | 100 m piani       | 10"51     | 55        | N.D.             | N.D.             | N.D.       | N.D.       | non qualificato | non qualificato |
| Boevi Lawson                                          | 200 m piani       | 20"99     | 49        | N.D.             | N.D.             | N.D.       | N.D.       | non qualificato | non qualificato |
| Kossi Akoto                                           | 400 m piani       | 46"94     | 45        | N.D.             | N.D.             | N.D.       | N.D.       | non qualificato | non qualificato |
| Téko Folligan Boevi Lawson Justin Ayassou Kossi Akoto | Staffetta 4×100 m | 39"56     | 17        | N.D.             | N.D.             | N.D.       | N.D.       | non qualificati | non qualificati |